# Национално знаме на Джибути
Националното знаме на Джибути представлява правоъгълно платнище с 2 хоризонтални еднакви цветни полета – светло синьо отгоре и зелено отдолу и бял равностранен триъгълник с основа към носещото тяло. В средата на белия триъгълник е изобразена червена петолъчна звезда. Има правоъгълна форма, но отношението на ширина към дължина не е определено точно и според някои източници е 21:38 или 1:2.
Знамето е прието на 27 юни 1977 г. но е било използвано и преди това от Народната африканска лига за независимост.
Зеленият цвят в знамето символизира земята, синият – небето, а белият – мира. Червената петолъчна звезда е символ на обединението и петте региона, населени от сомалийци: Британска Сомалия, Италианска Сомалия, Джибути (Френска Сомалия), Огаден и Североизточна Кения.